# Polska na Halowych Mistrzostwach Europy w Lekkoatletyce 1982
Polska na Halowych Mistrzostwach Europy w Lekkoatletyce 1982 – reprezentacja Polski podczas zawodów w Mediolanie zdobyła cztery medale.

## Wyniki reprezentantów Polski

### Mężczyźni
- bieg na 60 m
  - Marian Woronin zajął 1. miejsce
- bieg na 1500 m
  - Mirosław Żerkowski odpadł w eliminacjach
- skok wzwyż
  - Janusz Trzepizur zajął 2. miejsce
  - Dariusz Zielke zajął 15. miejsce
- skok o tyczce
  - Władysław Kozakiewicz zajął 3. miejsce
- pchnięcie kulą
  - Edward Sarul zajął 11. miejsce

### Kobiety
- bieg na 800 m
  - Jolanta Januchta zajęła 3. miejsce
- bieg na 60 m przez płotki
  - Grażyna Rabsztyn zajęła 5. miejsce
  - Lucyna Langer odpadła w eliminacjach
- Skok wzwyż
  - Elżbieta Krawczuk zajęła 8. miejsce